# Dearc
Dearc é um gênero de pterossauro rhamphorhynchine de corpo grande do Jurássico Médio da Escócia. O holótipo, um jovem ou subadulto que ainda estava crescendo ativamente, tem uma envergadura estimada de 2,5 a 3 metros, tornando-o o maior animal voador de seu tempo. O gênero contém uma única espécie, Dearc sgiathanach.

## História e nomenclatura
O holótipo de Dearc, NMS G.2021.6.1-4, foi encontrado em 2017 na Formação Lealt Shale e consiste em um esqueleto preservado tridimensionalmente preservado em articulação em uma laje de calcário (separado em quatro pedaços para preparação). Os pesquisadores deram ao animal o nome gaélico escocês Dearc sgiathanach (jark ski-an-ach), um duplo significado de "réptil alado" e "réptil de Skye", já que o nome gaélico de Skye (An t-Eilean Sgitheanach) significa "a ilha alada".
O espécime preserva a maior parte do corpo com exceção da extremidade da cauda, membros posteriores, partes da asa e a ponta do bico. O espécime foi encontrado perto de Trotternish na Ilha de Skye no noroeste da Escócia, e a laje de rocha foi removida para a Universidade de Edimburgo. Deve ser exibido pelos Museus Nacionais da Escócia.